# Túath
Túath (plural túatha) es el término irlandés antiguo para designar la unidad política y jurisdiccional básica de la Irlanda gaélica. Túath puede referirse tanto a un territorio geográfico como al conjunto de personas que vivían en ese territorio.

## Estructura social
En términos irlandeses antiguos, un hogar se calculaba en unas 30 personas por vivienda. Un trícha cét ("treinta cientos"), era un área que comprendía 100 viviendas o, aproximadamente, 3.000 personas. Un túath consistía en una serie de aliados trícha céta y, por lo tanto, se refería a no menos de 6.000 personas. Probablemente, un número más preciso para un túath sería no menos de 9000 personas.
Cada túath era una unidad autónoma, con su propio gobierno ejecutivo, asamblea, sistema judicial y fuerza de defensa. Los túatha se agrupaban en confederaciones para proporcionarse defensa mutua. Existía una jerarquía de estados de túatha, según la posición geográfica y la conexión con las dinastías gobernantes de la región. La organización de los túatha se enmarca en gran medida dentro de las leyes Brehon, cuerpo legal irlandés redactado en el siglo VII, también conocidas como las Fénechas.
El antiguo sistema político irlandés fue alterado durante y después de la conquista de los Tudor, siendo reemplazado gradualmente por un sistema de baronías y condados bajo el nuevo sistema colonial. Debido a la pérdida del conocimiento original, ha habido cierta confusión con respecto a las antiguas unidades territoriales en Irlanda, principalmente entre trícha céta y túatha, que en algunos casos parecen unidades superpuestas, y en otros, medidas completamente diferentes. Las trícha céta eran principalmente para contar unidades militares; específicamente, la cantidad de fuerzas de combate que una población en particular podría reunir. Algunos eruditos equiparan el túath con la parroquia civil moderna, mientras que otros lo equiparan con la baronía. Esto depende en parte de cómo se incorporó el territorio por primera vez al sistema de condados. En los casos en que el método era la rendición y reconcesión, la coincidencia entre el antiguo túath y la baronía moderna es razonablemente equivalente. Mientras que en casos como el Úlster, que involucró una colonización y confiscación de tierras a gran escala, la forma de las divisiones originales no siempre es clara o recuperable.
Se ha sugerido que las baronías están, en su mayor parte, divididas a lo largo de los límites de la antigua túatha, ya que muchas ofrendas y momias de pantano se encuentran principalmente a lo largo de los límites baroniales actuales. Esto implica que las divisiones territoriales de los pequeños reinos de Irlanda han sido más o menos las mismas desde al menos la Edad del Hierro.

## Etimología
Túath en irlandés antiguo significa tanto "el pueblo", "país, territorio" y "territorio, reino pequeño, la unidad política y jurisdiccional de la antigua Irlanda". La palabra posiblemente deriva del protocelta *toutā ("tribu, patria tribal"; las raíces afines se pueden encontrar en el nombre del dios galo Teutates), que quizás sea del protoindoeuropeo *tewtéh₂ ("miembro de una tribu, ciudadano tribal"). En irlandés moderno se escribe tuath, sin el acento agudo, y generalmente se usa para referirse a "distritos rurales" o "el campo"; sin embargo, el significado histórico todavía se entiende y se emplea también.

## Ejemplos históricos
- Cairbre Drom Cliabh
- Tir Fhiacrach Muaidhe
- Tir Olliol
- Corann
- Dartraighe
- Osraige - túath que luego se convirtió en el reino del mismo nombre en la era cristiana
- Dál Riata: los túath que se convirtieron en una confederación de túatha y finalmente se establecieron en Alba, creando la nación moderna de Escocia .
- Clandonnell, Glenconkeyne, Killetra, Melanagh, Tarraghter y Tomlagh, que alguna vez formaron el antiguo territorio de Loughinsholin.